# Бэнкс, Джек
Джон Бэнкс (англ. John Banks; 14 июня 1875 — январь 1947), также известный как Джек Бэнкс (англ. Jack Banks) и Джонни Бэнкс (англ. Johnny Banks) — английский футболист.

## Футбольная карьера
Уроженец Уэст-Бромиджа, Бэнкс с 15-летнего возраста играл за «Олдбери Таун». В декабре 1893 года перешёл в «Вест Бромвич Альбион», где стал профессиональным футболистом. В сезоне 1894/95 помог своей команде выйти в финал Кубка Англии, в котором «дрозды» проиграли «Астон Вилле». В этом матче был капитаном, сыграв на позиции левого крайнего нападающего. Выступал за клуб до 1901 года, проведя в общей сложности 130 матчей и забив 5 голов.
В августе 1901 года перешёл в «Ньютон Хит» (который в следующем году был переименован в «Манчестер Юнайтед»). Дебютировал за клуб 7 сентября 1901 года в матче Второго дивизиона против «Гейнсборо Тринити» на стадионе «Бэнк Стрит», выйдя на позиции центрального хавбека под номером «5». В дальнейшем в основном играл на позиции левого хавбека. Выступал за клуб на протяжении двух сезонов, сыграв в 44 матчах и забив 1 гол.
В мае 1903 года перешёл в «Плимут Аргайл», выступавший в Южной футбольной лиге. Дебютировал за клуб 19 сентября 1903 года. Справочник «Плимут Аргайл» описывает его как «великолепного в обороне и редко обыгрываемого». Был универсальным игроком, выступая в основном на позиции флангового хавбека, но «при необходимости закрывал другие позиции на поле». Проведя в Плимуте три года, в течение которых он сыграл 82 матча и забил 5 голов, в 1906 году Бэнк покинул клуб в качестве свободного агента. В дальнейшем играл за «Лейтон». В 1908 году стал первым профессиональным футболистом в истории клуба «Эксетер Сити». Впоследствии работал в тренерском штабе «Эксетера». В 1912 году был приглашён в тренерский штаб клуба «Барроу».
Умер в январе 1947 года.